# Фуентесекас
Фуентесекас (ісп. Fuentesecas) — муніципалітет в Іспанії, у складі автономної спільноти Кастилія-і-Леон, у провінції Самора. Населення — 69 осіб (2010).
Муніципалітет розташований на відстані близько 200 км на північний захід від Мадрида, 26 км на північний схід від Самори.

## Демографія
Динаміка населення (INE ):